# Antonín Zemek
Antonín Zemek (14. prosince 1892 Plzeň – ? po 1955) byl český úředník, ředitel Národního muzea v Praze a vrchní zemský muzejní rada.

## Život
Absolvoval gymnázium v Písku. V letech 1911–1918 studoval práva na Karlově univerzitě v Praze, kde složil tři státní zkoušky a užíval titul JUC. V letech 1917–1919 pracoval jako městský úředník v Blatné, byl nevoják. Roku 1922 se oženil s Hanou, rozenou Vaňátovou a založil rodinu, s níž často pobýval ve venkovském domě ve Štěkni.

## Kariéra v Národním muzeu
Roku 1928 nastoupil do Národního muzea v Praze po Theodoru Saturníkovi jako člen presidia a zároveň vykonával práci knihovníka. Dne 14. ledna 1932 byl jmenován administrativním ředitelem Národního muzea, jímž zůstal až do svého předčasného a nuceného penzionování 11. května 1946. Dne 30. ledna 1941 byl protektorátní vládou jmenován vrchním zemským muzejním radou, od roku 1941 byl pro nevyhovující českou národnost ve vedení posílen sudetoněmeckým zástupcem Josefem Opitzem. Celou válku se snažil o maximální prospěch provozu muzea a jeho zaměstnanců, vystupoval korektně a ke všem loajálně.
Po osvobození Československa byl za své působení na vedoucích protektorátních postech vyšetřován. Komise "neshledala žádných závad po stránce národnostní, sociální ani schopnostní" a doporučila národnímu výboru ponechat jej ve funkci. Přesto byl Zemek 29. listopadu 1945 zaměstnaneckou schůzí muzea po tajném hlasování odvolán (66 hlasů pro, 23 hlasů proti, 7 lístků prázdných) a nuceně penzionován. Ve funkci ředitele jej krátce nahradil Emil Axman.